# Чайкине (Сімферопольський район)
Ча́йкине (до 1948 року — Чуйке, крим. Çüyke) — село Сімферопольського району Автономної Республіки Крим.